# Janusz Stabno
Janusz Stanisław Stabno (ur. 7 maja 1965 w Kaliszu, zm. 29 grudnia 2022 w Łodzi) – polski sędzia bokserski, działacz sportowy, publicysta i historyk boksu.

## Życiorys
Syn Jana i Marii. Ukończył Szkołę Podstawową nr 16 i technikum samochodowe w Kaliszu. W latach 1980–1983 trenował boks w klubie Prosna Kalisz, którego był wychowankiem. W 1980 jako zawodnik Gwardii Kalisz zdobył mistrzostwo województwa kaliskiego juniorów młodszych w judo. Z wykształcenia był socjologiem. W 1990 uzyskał magisterium w tej dziedzinie na Wydziale Ekonomiczno-Socjologicznym Uniwersytetu Łódzkiego.  
Był sędzią klasy międzynarodowej w boksie olimpijskim – sędziował m.in. w Mistrzostwach Unii Europejskiej Juniorów (Rzym, 2006), na XIX Turnieju im. Feliksa Stamma (Warszawa, 2002), Grand Prix Usti nad Łabą (Czechy, 2003), Chemiepokal w Halle (Niemcy, 2004) oraz w oficjalnych meczach reprezentacji Polski seniorów w boksie (z Irlandią w 2008) i seniorek (z Węgrami w 2002, i z Kanadą w 2004) oraz juniorów (z Litwą w 2006), a także w sezonach 2001–2008, w mistrzostwach Polski w boksie: seniorów, seniorek, młodzieżowców i juniorów. Rozstrzygał również w boksie zawodowym.     
W latach 2009–2019 był związany z Polskim Związkiem Bokserskim, pełniąc m.in. funkcje sekretarza generalnego, dyrektora biura, rzecznika prasowego, a także kierownika wyszkolenia federacji.   
W latach 2005–2007 był redaktorem naczelnym specjalistycznego miesięcznika „Bokser”, następnie pozostawał związany z rozgłośnią Radio Parada, a w latach 2021–2022 był dziennikarzem internetowego serwisu Bokser.org. Pracował również w branży logistycznej oraz jako spiker podczas krajowych zawodów bokserskich, jednocześnie angażując się w działania związane z dokumentowaniem historii pięściarstwa. Był autorem publikacji i książek na temat historii polskiego boksu i bokserów, m.in.: „Jubileusz 80-lecia boksu w Łodzi” (Łódź, 2003), „85 lat boksu na Śląsku” (Katowice, 2008), „Każdy ma swoją drogę do gwiazd, czyli... Rzecz o Marianie Kasprzyku” (Łódź, 2014), biografii Tadeusza Grzelaka i Lucjana Treli oraz dwutomowej monografii „Kaliszanie na ringu 1932-2019”. W 2022 po inwazji Rosji na Ukrainę zrzekł się tantiem, przekazując dochód ze sprzedaży dwóch ostatnich pozycji na pomoc dla Ukrainy. Współpracował z Kaliskim Towarzystwem Przyjaciół Nauk.    
Zmarł nagle 29 grudnia 2022 w wieku 57 lat. Pochowany na cmentarzu komunalnym Zarzew w Łodzi (kw. XLVII-14-26).   

## Publikacje
- Tadeusz Grzelak (1929–1996)
- Jubileusz 80-lecia boksu w Łodzi (Łódź, 2003)
- 85 lat boksu na Śląsku (Katowice, 2008)
- Każdy ma swoją drogę do gwiazd, czyli... Rzecz o Marianie Kasprzyku (Łódź, 2014)
- Kaliszanie na ringu 1932-2019. Tom 1: Wydawnictwo My Wojownicy, 2021, ISBN 978-83-64296-82-6
- Kaliszanie na ringu 1932-2019. Tom 2: Wydawnictwo My Wojownicy, 2021, ISBN 978-83-64296-83-3
- Lucjan Trela. Pancernik Kieszonkowy ze Stalowej Woli: Wydawnictwo My Wojownicy, 2021, ISBN 978-83-66988-09-5
- Każdy ma swoją drogę do gwiazd, czyli... Rzecz o Marianie Kasprzyku (wydanie II uzupełnione): Wydawnictwo My Wojownicy, 2022, ISBN 978-83-66988-31-6